# Kalama tricornis
Kalama tricornis ist eine Wanze aus der Familie der Netzwanzen (Tingidae).

## Merkmale
Die Wanzen werden 2,8 bis 3,5 Millimeter lang. Kalama tricornis besitzt wie auch die Arten der Gattung Dictyonota zwei Reihen von Zellen im Netz am Seitenrand der Hemielytren und gleichmäßig dicke Fühler, wobei das dritte Segment gleich dick, oder dicker als das vierte ist. Bei Kalama tricornis sind die Fühler komplett schwarz gefärbt und tragen lange Härchen. Ihnen fehlen dem Kopf lange Fortsätze nahe der Augen. Die Imagines sind immer voll geflügelt (makropter).

## Verbreitung und Lebensraum
Die Art ist die einzige ihrer Gattung die holarktisch verbreitet ist und von Nordafrika über Europa, den Nahen Osten, China, Ostsibirien und Nordamerika verbreitet ist. In Mitteleuropa ist sie weit verbreitet und nicht selten und kann lokal auch häufig sein. In den Alpen steigt sie nur vereinzelt über 1500 Meter Seehöhe. In Großbritannien ist sie weit verbreitet, tritt aber nur lokal auf. Besiedelt werden warme, trockene bis mäßig feuchte, offene Lebensräume, bevorzugt mit sandigen Böden, aber auch mit Lehm oder Steinen.

## Lebensweise
Die Tiere leben in der Bodenstreu zwischen Moos und Flechten. Nur selten klettern die Imagines bei hohen Temperaturen auf Pflanzen. Die Nymphen der Art leben vermutlich überwiegend im Erdboden, da sich im Gegensatz zu den Imagines, wenn überhaupt, nur ältere Nymphen mit Bodenfallen fangen lassen. Es gibt Vermutungen, dass die Art mit Ameisen in Beziehung steht, Details dazu sind aber unbekannt. Welche Nahrungspflanzen von der Art genutzt werden, ist weitgehend unbekannt. In der Literatur werden viele verschiedene Arten genannt und sie soll vor allem an Kleinem Habichtskraut (Hieracium pilosella) leben, an diesen Pflanzen konnte aber bisher weder eine Eiablage, noch saugende Nymphen beobachtet werden. Auch ergaben Untersuchungen mit Bodenfallen keine spezielle Wichtigkeit als Nahrungspflanze. Wie die Entwicklung abläuft ist bisher auch noch nicht erforscht. In warmen Sandlebensräumen im Rhein-Main-Gebiet könnten sich vermutlich zwei Generationen pro Jahr entwickeln, wobei eine Paarung im Juni und eine im September stattfinden könnte. Dazu korrelieren Funde älterer Nymphen im Mai und August. In Norddeutschland gibt es ebenfalls zwei Aktivitätsmaxima, im Juli und Oktober, was nahelegt, dass die Imagines überwintern.

## Belege